# Roland Gräf
Roland Gräf (Meuselbach-Schwarzmühle, Turíngia, 13 d'octubre de 1934 – Potsdam, Brandenburg, 11 de maig de 2017) va ser un director de cinema, director de fotografia i guionista alemany oriental després alemany. Bàsicament va fer la seva carrera a DEFA, on va ser un dels principals cineastes dels anys 1970 i 1980.

## Biografia
Després d'estudiar a Jena, es va formar com a operador de càmera a l'escola de cinema Babelsberg, a Potsdam, del 1954 al 1959. Al final d'aquest curs, el 1960 , va ser contractat per la DEFA, companyia nacional d'Alemanya de l'Est, on va ser operador durant uns deu anys
Va començar la seva carrera com a director el 1970 amb Mein lieber Robinson, una obra sobre el difícil pas a l'edat adulta d'un jove camiller despreocupat, interpretada per l'actor Jan Bereska. Roland Gräf, com altres cineastes de la seva generació, com Lothar Warneke, forma part de l'anomenat moviment del "realisme documental", que pretén centrar-se en la realitat actual de la societat socialista alemanya de l'Est i temes quotidians (relacions matrimonials, treball , marginalitat). Amb aquest esperit, el 1978, és amb Die Flucht, que Roland Gräf va deixar la seva empremta. Aborda directament el problema de les sortides de la RDA: un metge que es diu apolític, interpretat per Armin Müller-Stahl, es planteja diverses vegades, a risc de la seva vida, anar a Alemanya Occidental. La ironia és que l'actor també va optar per abandonar la RDA l'any 1978, com moltes personalitats del cinema, arran de l'afer Biermann].
La dècada de 1980 va marcar una dècada difícil per a la RDA i la seva indústria cinematogràfica. Durant aquest període, Roland Gräf va aconseguir diversos èxits, ara traient més de la història d'Alemanya que de l'actual socialista. Va entrar al festivals a Occident, en particular al de Berlín on va competir tres vegades per l'Ós d'Or. Das Haus am Fluß, que va fer famosa l'actriu Corinna Harfouch, va participar al 36è Festival Internacional de Cinema de Berlín. El 1989 tornaria a competir al 39è Festival Internacional de Cinema de Berlín amb Fallada: Letztes Kapitel, que retrata els últims anys de Hans Fallada (1988), l'autor de Jeder stirbt für sich allein.
Finalment, en els anys posteriors a la Reunificació alemanya, va completar dos projectes més per a la DEFA (que no va desaparèixer fins al 1994), en particular Der Tangospieler, amb Michael Gwisdek, basat en una novel·la de Christoph Hein i que va participar al 41è Festival Internacional de Cinema de Berlín. Però com molts antics cineastes de la RDA, va lluitar per seguir una carrera a l'Alemanya reunificada.
Va rebre el premi Heinrich Graf de primera classe el 1970.

## Filmografia

### Director
- 1970 : Mein lieber Robinson
- 1975 : Bankett für Achilles
- 1977 : Die Flucht
- 1979 : P.S.
- 1982 : Märkische Forschungen
- 1983 : Fariaho
- 1986 : Das Haus am Fluß
- 1988 : Fallada: Letztes Kapitel
- 1991 : Der Tangospieler
- 1992 : Die Spur des Bernsteinzimmers

### Director de fotografia
- 1966 : Jahrgang 45 de Jürgen Böttcher
- 1968 : Das siebente Jahr de Frank Vogel
- 1970 : Dr. med. Sommer II, de Lothar Warneke
- 1973 (sortida el 1990) : Die Taube auf dem Dach d'Iris Gusner